# Cnemaspis littoralis
Cnemaspis littoralis este o specie de șopârle din genul Cnemaspis, familia Gekkonidae, descrisă de Jerdon 1854. Conform Catalogue of Life specia Cnemaspis littoralis nu are subspecii cunoscute.